# 7968 Elst-Pizarro
A 7968 Elst-Pizarro (ideiglenes jelöléssel 1996 N2) a Naprendszer kisbolygóövében található aszteroida. Eric Walter Elst és Guido Pizarro fedezte fel 1996. július 14-én.